# Gaspare Spontini
Œuvres principales
- La Vestale

Gaspare Luigi Pacifico Spontini, comte de San Andrea (1844), est un compositeur italien né le 14 novembre 1774 à Maiolati près d'Ancône et mort le 24 janvier 1851 dans la même ville, alors au sein des États pontificaux. Son œuvre La Vestale est régulièrement jouée.

## Biographie

### Début
Gaspare Spontini était issu d'une famille très modeste, qui souhaitait qu'il embrassât l'état ecclésiastique. Il étudia donc d'abord le chant et la musique dans une maîtrise. À l'époque elles étaient quasiment toutes adossées à un chœur d'église professionnel. Le jeune homme, voulant devenir musicien, alla parfaire sa formation à Naples, au Conservatoire de la Pietà dei Turchini (école également liée à l'Église). L'irrégularité de ses résultats et son caractère difficile et perturbateur lui valurent d'humiliants échecs qui le contraignirent à s'enfuir sans avoir pu terminer son éducation. Ses débuts, dans l'opéra bouffe aussi bien que seria, s'en ressentirent, mais ils témoignent d'une personnalité propre et d'une volonté de prendre ses distances par rapport aux traditions de l'école napolitaine.

### Arrivée à Paris
En 1803, Spontini décida de s'installer à Paris, attiré par la gloire de Napoléon Ier et l'esthétique nouvelle que le régime cherchait à promouvoir. On était alors à la recherche de compositeurs capables de réaliser une synthèse entre l'esthétique révolutionnaire et républicaine, avec notamment ses références antiques et ses grandes masses orchestrales, et le style français traditionnel. En outre, cette synthèse devait être non seulement nationale mais européenne, à l'échelle de l'Empire français.
Spontini comprit qu'une place était à prendre et, dès son arrivée à Paris, il s'efforça d'assimiler le style français. Après quelques timides essais de remanier ses ouvrages italiens, il donna rapidement trois opéras-comiques au Théâtre Feydeau : La Petite maison (1804), Milton (1804) et Julie ou le Pot de fleurs (1805). Parallèlement, il se fit des relations : le président du Sénat, Lacépède, le facteur de pianos Érard, le critique musical François-Joseph Fétis, Madame de Staël, Juliette Récamier, mais surtout l'impératrice Joséphine.
Grâce à ces protections, il put faire donner en 1806 une cantate à la gloire de Napoléon Ier, L'eccelsa gara, ainsi que le vaudeville Tout le monde a tort, composé pour la fête de l'Empereur et qui fut joué par ses sœurs et ses courtisans. Auparavant, en 1805, Spontini avait été nommé Compositeur particulier de la chambre de S.M. l'Impératrice.

### Succès deLa Vestale
Depuis quelque temps, Spontini travaillait à un livret que lui avait proposé Étienne de Jouy sur un sujet romain, qui avait été repoussé auparavant par Méhul et par Boieldieu. Lorsque La Vestale fut donnée à l'Opéra le 15 décembre 1807 l'ouvrage parut incarner de manière presque miraculeuse l'esprit de l'Empire et fit aussitôt sensation. L'Institut de France le déclara meilleur ouvrage lyrique de la décennie. Le succès se renouvela avec Fernand Cortez le 28 novembre 1809.

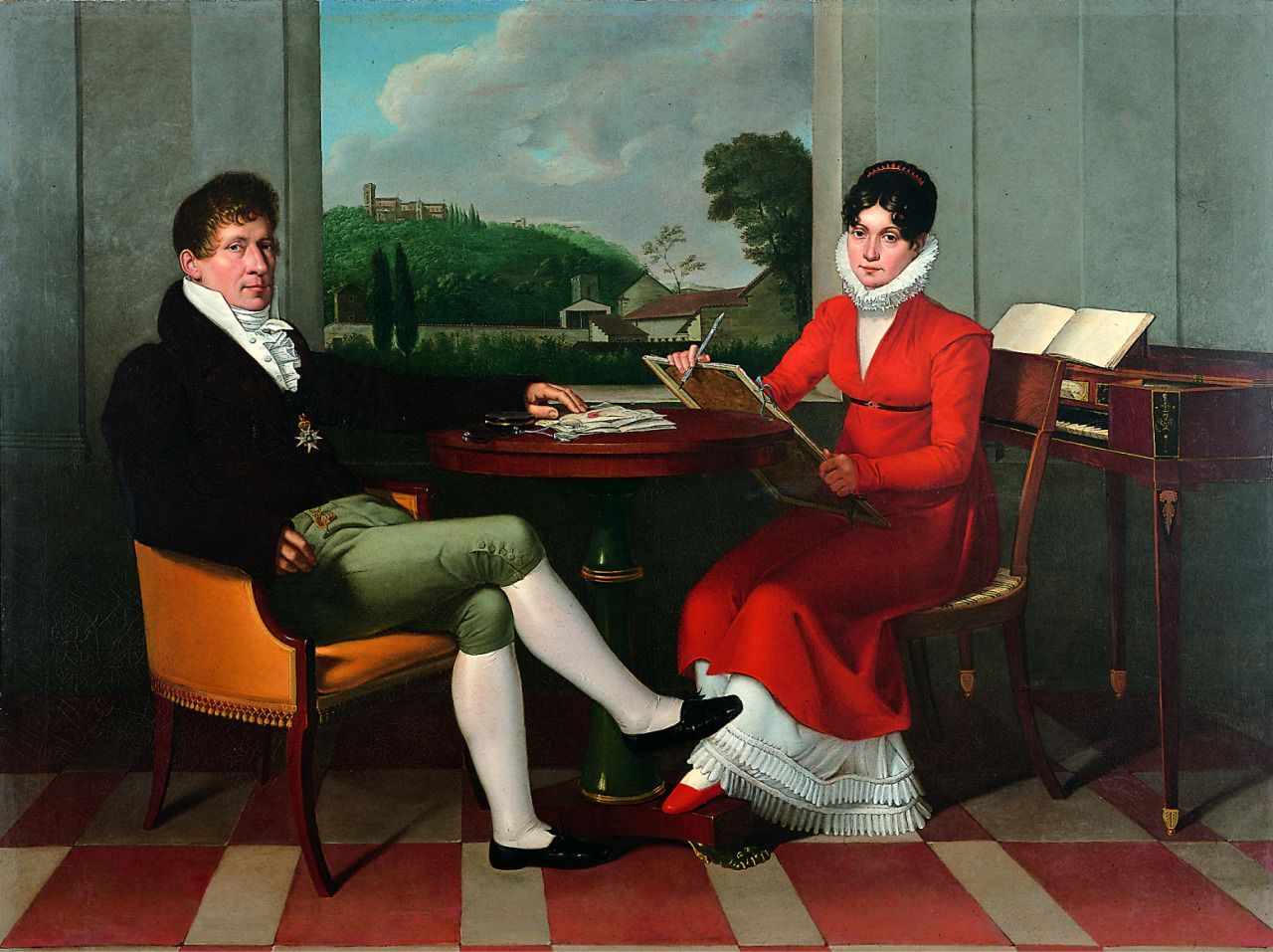
Spontini et sa femme.

Spontini fut nommé chef d'orchestre pour l'opéra italien à l'Odéon en 1810 et dirigea plusieurs exécutions importantes d'œuvres de compositeurs variées. Le 3 août 1811, il épousa Marie-Catherine Céleste Érard, fille du célèbre facteur de pianos Jean-Baptiste Érard. Le couple put s'installer au château de la Muette, propriété de celui-ci. Ils n'eurent pas d'enfant, mais le mariage fut parfaitement heureux.
Dans ces années il fut initié en maçonnerie dans la loge L'Âge d'Or de Paris.

### Échec
Spontini fut fait chevalier de la Légion d'honneur le 29 mai 1818. Le 15 décembre 1819, il fit donner son opéra Olympie, souvent considéré comme sa meilleure œuvre, qui ne rencontra d'abord pas le succès. Après ce premier échec, Spontini quitta Paris pour Berlin en 1820, où il fut nommé Kapellmeister en chef et reçut un salaire annuel de 4 000 thalers et la possibilité de donner un concert par an à son profit. Il mit en musique Lalla Rookh de Thomas Moore, donné au Palais royal le 27 janvier 1821. Après avoir considérablement revu Olympie, il le fit jouer une nouvelle fois le 28 février 1826 et, cette fois, le public fut conquis. Puis il donna son opéra Agnes von Hohenstaufen (1829). En 1829, il fut fait docteur honoris causa de l'Université de Halle et, en 1834, il dirigea les représentations de La Vestale à Hambourg. Il retourna dans sa ville natale en 1835, voyagea en Angleterre en 1838 et retourna à Paris où il fut élu à l'Académie des beaux-arts la même année. En 1837, il y fit donner une version révisée d'Agnes von Hohenstaufen.

### Fin de vie
En 1842, il quitta définitivement l'Allemagne et alla s'établir à Rome, où le Pape le fit comte de San Andrea en 1844. Cette année-là, il voyagea à Paris et à Dresde, puis se retira dans sa ville natale en 1850. À sa mort, il légua sa fortune à des institutions charitables. S'il était d'un caractère difficile, il s'était toujours montré généreux, de son vivant, pour les musiciens nécessiteux.

## Œuvres
- Li puntigli delle donne, opéra-bouffe, Florence, Regio Teatro degli Intrepidi, carnaval de 1796
- Adelina Senese o sia l'Amore secreto, opéra-bouffe, Venise, Teatro San Samuele, 10 octobre 1797
- Il finto pittore, opéra-bouffe, Rome (?), 1797/1798 ; Palerme, Teatro Santa Cecilia, 1800
- L’eroismo ridicolo, opéra-bouffe, Naples, Teatro Nuovo sopra Toledo, carnaval de 1798
- Teseo riconosciuto, opéra, Florence, Regio Teatro degli Intrepidi, 22 mai 1798
- La finta filosofa, opéra-bouffe, Naples, Teatro Nuovo sopra Toledo, 1er juillet 1799
- La fuga in Maschera, opéra-bouffe, Naples, Teatro Nuovo sopra Toledo, carnaval  de 1800 (partition perdue pendant deux siècles, retrouvée en 2007 et achetée par la commune de Maiolati Spontini)
- I quadri parlanti, opéra-bouffe, Palerme, Teatro Santa Cecilia, 1800
- Gli Elisi delusi, opéra-bouffe, Palerme, Teatro Santa Cecilia, 28 août 1800
- Gli amanti in cimento, opéra-bouffe, Rome, Teatro Valle, 3 novembre 1801
- Le metamorfosi di Pasquale, opéra-bouffe, Venise, Teatro Giustiniani in San Moisè, carnaval de 1802
- La Petite maison, opéra-comique, Paris, Théâtre Feydeau, 12 mai 1804
- Milton, opéra-comique en un acte, livret d’Étienne de Jouy et Michel Dieulafoy, Paris, Théâtre Feydeau, 27 novembre 1804
- Julie ou le Pot de fleurs, opéra-comique, livret d' Antoine-Gabriel Jars Paris, Théâtre Feydeau, 12 mars 1805
- La Vestale, tragédie lyrique en 3 actes, livret d’Étienne de Jouy, Paris, Opéra, 15 décembre 1807
- Fernand Cortez ou la conquête du Mexique, opéra en 3 actes, livret d’Étienne de Jouy et Joseph-Alphonse Esménard, Paris, Opéra, 28 novembre 1809 ; deuxième version, Paris, Opéra, 28 mai 1817 ; troisième version en allemand comme Fernand Cortez ou Die Eroberung von Mexiko, Berlin, Königliches Opernhaus, 6 avril 1824 ; quatrième version, Berlin, Königliches Opernhaus, 26 février 1832
- Pélage ou le Roi de la Paix, opéra, Paris, Opéra, 23 août 1814
- Les Deux rivaux, opéra, (avec Berton, Kreutzer, et Persius), Paris, Opéra, 21 juin 1816
- Olympie, opéra, Paris, Opéra, 22 décembre 1819 ; deuxième version en allemand comme Olimpia, Berlin, Königliches Opernhaus, 14 mai 1821 ; troisième version à nouveau en français comme Olympie, Paris, Opéra, 28 février 1826
- Lalla Rookh, festspiel, Berlin, Château, 27 janvier 1821
- Nurmahl oder Das Rosenfest von Kaschmir, opéra, Berlin, Königliches Opernhaus, 27 mai 1822
- Alcidor, opéra en trois actes, livret de Guillaume M. Théaulon de Lambert, traduit en allemand par C. A. Herklots, Berlin, Königliches Opernhaus, 23 mai 1825
- Agnes von Hohenstaufen, opéra en trois actes, livret d'Ernst Raupach, Berlin, Königliches Opernhaus, 12 juin 1829

#### Bases de données et dictionnaires
- Ressources relatives à la musique :   - International Music Score Library Project
  - AllMusic
  - Bayerisches Musiker-Lexikon Online
  - Carnegie Hall
  - Discography of American Historical Recordings
  - Discogs
  - Grove Music Online
  - MGG Online
  - MusicBrainz
  - Musopen
  - Muziekweb
  - Operone
  - Répertoire international des sources musicales
- Ressources relatives aux beaux-arts :   - Académie des arts de Berlin
  - Académie des beaux-arts
  - AGORHA
- Ressources relatives au spectacle :   - Archives suisses des arts de la scène
  - Les Archives du spectacle
- Ressources relatives à la recherche :   - La France savante
  - Isidore
- Ressource relative à l'audiovisuel :   - IMDb
- Notices dans des dictionnaires ou encyclopédies généralistes :   - Britannica
  - Brockhaus
  - Den Store Danske Encyklopædi
  - Deutsche Biographie
  - Enciclopedia italiana
  - Enciclopedia De Agostini
  - Gran Enciclopèdia Catalana
  - Hrvatska Enciklopedija
  - Internetowa encyklopedia PWN
  - Nationalencyklopedin
  - Store norske leksikon
  - Treccani
  - Universalis
  - Visuotinė lietuvių enciklopedija
- Notices d'autorité :   - VIAF
  - ISNI
  - BnF (données)
  - IdRef
  - LCCN
  - GND
  - Italie
  - CiNii
  - Espagne
  - Belgique
  - Pays-Bas
  - Pologne
  - Israël
  - NUKAT
  - Catalogne
  - Suède
  - Vatican
  - Australie
  - WorldCat